# Dominique Labourier

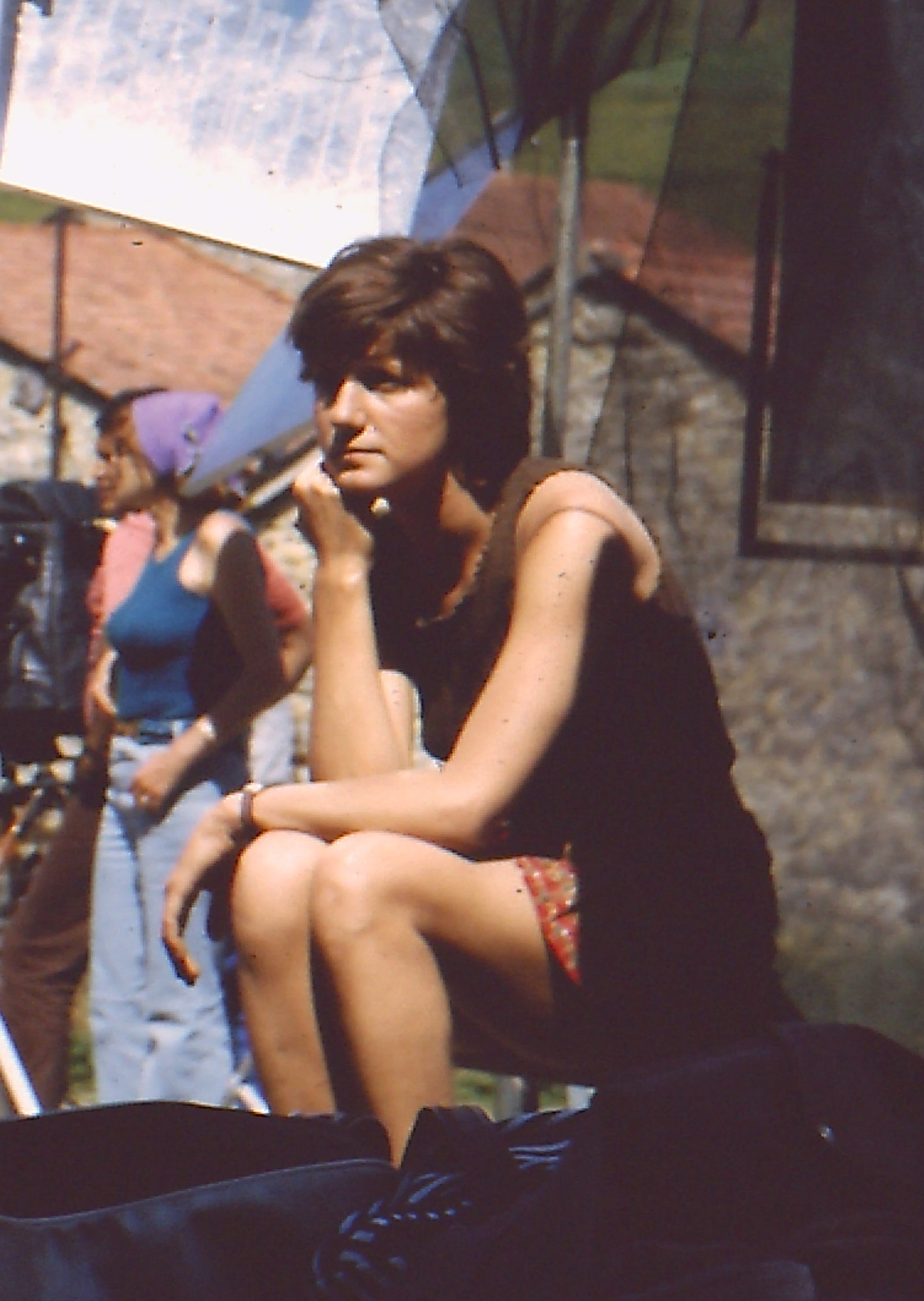
Dominique Labourier (1972)

Dominique Labourier (* 29. April 1943 in Paris) ist eine französische Schauspielerin.
Im Fernsehen wird sie als Martine Massonneau, Schwester von Claude Jade alias Sylvie Massonneau, in der Serie Les oiseaux rares bekannt. Claude Santelli gibt ihr in seinem ersten Fernsehfilm Sarn die Hauptrolle. Später besetzt Santelli sie auch in den Fernsehfilmen  Le Malade imaginaire (1971) und Histoire d'une fille de ferme (1973). Im Kino gibt Bernard Paul ihr 1972 die Hauptrolle der Pierrette in Beau masque. Es folgten u. a. die Julie in Jacques Rivettes Céline und Julie fahren Boot, Claude Gorettas Ganz so schlimm ist er auch nicht als Gérard Depardieus Ehefrau Marthe und die Marguerite in Jonas, der im Jahr 2000 25 Jahre alt sein wird von Alain Tanner. Später hat sie Nebenrollen in Filmen von Jacques Rouffio. seit den späten 80er Jahren dreht Dominique Labourier vor allem fürs Fernsehen, so unter anderem als Madame Grandet in Jean-Daniel Verhaeghes Eugénie Grandet (1994).

## Filmografie (Auswahl)
- 1967–1969: Les oiseaux rares
- 1969: Der König von Yvetot (Le roi d'Yvetot)
- 1970: Ein feiner Job (De la belle ouvrage)
- 1971: Das passiert immer nur den anderen (Ça n’arrive qu’aux autres)
- 1972: Der Aufruhr in den Cevennen (Les Camisards)
- 1972: Beau masque
- 1974: Céline und Julie fahren Boot (Céline et Julie vont en bateau)
- 1975: Ganz so schlimm ist er auch nicht (Pas si méchant que ça)
- 1976: Jonas, der im Jahr 2000 25 Jahre alt sein wird (Jonas qui aura 25 ans en l’an 2000)
- 1978: Flucht ins Exil (Les Chemins de l'exil ou Les dernières années de Jean-Jacques Rousseau)
- 1980: Liebe Unbekannte (Chère inconnue)
- 1980: Fellinis Stadt der Frauen (La città delle donne)
- 1982: Die Spaziergängerin von Sans-Souci (La passante du Sans-Souci)
- 1986: Die Liebe der Florence Vannier (L’état de grâce)
- 1985: Der Mond von Omaha (La lune d’Omaha)
- 1994: Eugénie Grandet
- 1996: Une femme d'honneur (Fernsehserie, 1 Folge)
- 1999: Die wiedergefundene Zeit (Le Temps retrouvé)
- 2010: Spurlos (Sans laisser des traces)
- 2011: Agatha Christie: Mörderische Spiele (Les Petits Meurtres d’Agatha Christie; Fernsehserie, 1 Folge)
- 2017: La sainte famille